# Ваља Алунишулуј (Валча)
Ваља Алунишулуј (рум. Valea Alunișului) насеље је у Румунији у округу Валча у општини Ширињаса. Oпштина се налази на надморској висини од 251 m.

## Становништво
Према подацима из 2002. године у насељу је живело 32 становника, од којих су сви румунске националности.